# 葡京娛樂城
葡京娛樂城是一個臺灣的非法簽賭網站，曾經在新北市、雲林縣、嘉義市和高雄市設有據點，並以在盗版色情片的片頭放置廣告詞「澳門首家線上賭場上線啦！」聞名。

## 成立
葡京娛樂城由前後由多位不同人士主持，成立者是一名高姓男子，他在高中畢業後成立葡京娛樂城，並對外聲稱一切合法，以月薪約3至4萬新台幣招攬員工，並訂有著裝規範，上班時間不得外出，亦不得對外談論工作內容，並定有詐騙的標準作業流程及完整的休假申請流程。集團的客服人員多為女性。組織提供旗下會員以彩票遊戲、電子遊戲、體育賽事、線上真人娛樂四大博奕項目，細項包含以台灣彩券發行的賓果賓果、今彩539、大樂透及香港馬會獎券的六合彩、國內外體育賽事、線上真人百家樂等博弈等，會員可以選擇使用銀行帳戶儲值或第三方支付，將現金轉換為遊戲點數，下注贏得點數後再扣除手續費並轉回現金。在2017年夏季世界大學運動會期間，新北市刑事警察大隊為了防止非法運動簽賭，在8月23日於三重的一棟商業辦公大樓內查獲葡京娛樂城，將高姓嫌犯等22人依賭博罪移送法辦，帶回電腦主機、手機、員工手冊等多件證物，估計犯罪金流達到新台幣9億元。警方調閱通訊紀錄後，判斷張姓主嫌仍在新北市活動。張姓主嫌以每日約新台幣1,500元聘僱員工，他在11月30日遭警方逮捕，連同14名員工在訊後依賭博罪嫌移送法辦。
另外，男子黃嘉新也涉及主持葡京娛樂城，他為了防止警方查緝，讓在新光銀行就職的哥哥的未婚妻負責注意警方查帳、發放賭場員工薪資和設定網站，旗下員工的聯絡用手機沒有裝SIM卡，都是以WIFI聯繫以躲避查緝。2017年10月30日、31日及11月8日，刑事局偵九大隊第一隊在經過數個月的蒐證後，前往雲林、嘉義和高雄查緝地下簽賭網站，破獲葡京娛樂城。警方將14名嫌犯依違反《賭博罪》嫌移送法辦，而擔任內應的銀行員多了一條《洩漏工商秘密罪》，另外，警方還查扣手機、金融卡、彈簧刀、數據機、打卡鐘等贓物。根據警方推估，葡京娛樂城旗下有2萬3000名會員，在6個月內經手賭資達新台幣14.3億元，實際不法所得約新台幣7千萬元。
葡京娛樂城的另一名主持者陳姓主嫌則在2017年12月21日連同8名員工、13名賭客一起遭到逮捕。除葡京娛樂城，陳姓主嫌還經營東吉娛樂城、杜拜娛樂城、泰金888娛樂城、聯鉅娛樂城、九州娛樂城和海派娛樂城，一共七個賭博網站。

## 廣告
葡京娛樂城長期在盜版的色情片的片頭插入廣告影片做為宣傳，廣告旁白的第一句是「澳門首家線上賭場上線啦！」，儘管以「澳門首家」作為噱頭，但並非在澳門開設。日本色情片評論家一劍浣春秋表示，以免費為主的色情影片網站大多是以廣告賺錢，而另一名色情網站經營者則表示會員制的色情網站較不常見到如「澳門首家線上賭場上線啦！」的廣告，因為使用者會覺得惱人。「澳門首家線上賭場上線啦！」這句話不但被成衣業者印在T恤上販售，甚至跨越語言隔閡傳到日本，日本作家安田峰俊也為此撰文論述。然而隨著葡京娛樂城遭到查緝，這句廣告旁白可能不會再出現在新的影片中。